# 't Rot
De Geldermalsense wijk  't Rot of Geldermalsen-Oost ligt aan de oostzijde van de plaats Geldermalsen, in de Nederlandse provincie Gelderland. De wijk vormde tot na de Tweede Wereldoorlog een apart buurtschap.

## Ligging en geschiedenis
Vroeger werd een veel groter gedeelte van de gemeente Geldermalsen tot 't Rot gerekend. De Linge vormde voor een groot deel de grens terwijl de westgrens werd gevormd door de voormalige spoorlijn, nu Prinses Margrietweg. Tegenwoordig wordt 't Rot aan de westzijde begrensd door de Randweg die om Geldermalsen heen loopt.
Tijdens een groot deel van de twintigste eeuw stond 't Rot bekend als de rooie buurt. De Rooie weg, een verbastering van Rothseweg, liep van het centrum van Geldermalsen naar 't Rot. Deze weg heet nu Willem de Zwijgerweg.

## Verbindingen in 't Rot
Binnen de wijk is de Willem de Zwijgerweg de belangrijkste verbindingsroute. Ook de Lingedijk heeft een verkeersfunctie voor de wijk.

## Geldermalsen-Oost
Doordat de vroegere open ruimte tussen Geldermalsen-Centrum en 't Rot geheel bebouwd werd is 't Rot aan het dorp vastgegroeid. 't Rot is geen apart dorp meer. Officieel wordt de wijk Geldermalsen-Oost genoemd.